# Генрі Сіммонс
Генрі Освальд Сіммонс-молодший (англ. Henry Oswald Simmons, Jr.; 1 липня 1970,  Стемфорд , Коннектикут) — американський телевізійний ведучий і кіноактор. Найбільш відомий за роллю детектива Болдуіна Джонса в поліцейському телесеріалі «Поліція Нью-Йорка» і Альфонсо «Мак» Маккензі в телесеріалі «Агенти Щ.И.Т.».

## Раннє життя та освіта
Сіммонс народився в сім'ї шкільної вчительки Ауреліо (англ. Aurelia) і агента  Податкового управління Генрі Сіммонса-старшого (англ. Henry Simmons, Sr.).

## Особисте життя
Сіммонс одружився з акторкою Софіна Браун в 2010 році.

## Фільмографія
| Рік  | Назва українською         | Назва англійською      | Роль                  | Примітка |
| ---- | ------------------------- | ---------------------- | --------------------- | -------- |
| 1994 | Через край                | Above the Rim          | Старнс                |          |
| 1999 |                           | On the Q.T.            | Питер                 |          |
| 1999 | Нехай йде сніг            | Let It Snow            | Мітч Дженнінгс        |          |
| 2002 | Гра джентльмена           | A Gentleman's Game     | Уолтер Кейн           |          |
| 2004 | Нью-Йоркське таксі        | Taxi                   | Джессі                |          |
| 2005 | Ну що, приїхали?          | Are We There Yet?      | Карл                  |          |
| 2006 | Щось новеньке             | Something New          | Кайл                  |          |
| 2006 | Возз'єднання Родини Медеї | Madea's Family Reunion | Ісаак                 |          |
| 2006 | Повстанці                 | The Insurgents         | Маркус                |          |
| 2007 | Південь Піко              | South of Pico          | доктор Уолтер Чемберс |          |
| 2009 | Найкращий тато            | World's Greatest Dad   | Майк Лейн             |          |
| 2011 | По кочкам                 | From the Rough         | Кендрик Поулсен мл.   |          |
| 2014 | Ніяких добрих справ       | No Good Deed           | Джеффрі Грейнджер     |          |

| Рік       | Назва українською                   | Назва англійською                 | Роль                    | Примітка                       |
| --------- | ----------------------------------- | --------------------------------- | ----------------------- | ------------------------------ |
| 1994      | Суботнього вечора в прямому ефірі   | Saturday Night Live               | Джонні                  | 1 епізод (в титрах не вказано) |
| 1994      | Таємниці Косбі                      | The Cosby Mysteries               | Кевін Льюїс             | 1 епізод                       |
| 1994–95   | Поліцейські під прикриттям          | New York Undercover               | Джексон                 | 2 епізоди                      |
| 1997–99   | Інший світ                          | Another World                     | Тірон Монтгомері        | 1 епізод                       |
| 2000–05   | Поліція Нью-Йорка                   | NYPD Blue                         | детектив Болдуін Джонс  | 106 епізодів                   |
| 2004      | Спартак                             | Spartacus                         | Драба                   | ТВ Фільм                       |
| 2005      | Лакаванна Блюз                      | Lackawanna Blues                  | Джессі                  | ТВ Фільм                       |
| 2006      | Пеппер Денніс                       | Pepper Dennis                     | Кертіс Вілсон           | 2 епізода                      |
| 2006–08   | Акула                               | Shark                             | Айзек Райт              | 32 епізода                     |
| 2009      | Чистильник                          | The Cleaner                       | Боббі Кармайкл          | 1 епізод                       |
| 2009      | Джорджія О'Кіфф                     | Georgia O'Keeffe                  | Джин Тумер              | ТВ Фільм                       |
| 2009      | C.S.I.: Місце злочину Маямі         | CSI: Miami                        | Ендрю Баллард           | 1 епізод                       |
| 2009      | Адвокатська практика                | Raising the Bar                   |                         | 1 епізод                       |
| 2011      | Будь чоловіком                      | Man Up                            | Грант                   | 12 епізодів                    |
| 2013      | Друге покоління Вайанс              | Second Generation Wayans          | Барон «Правда» Фус      | 2 епізода                      |
| 2013–14   | Рейвенсвуд                          | Ravenswood                        | Саймон Бомонт           | 8 епізодів                     |
| 2014–2020 | Агенти Щ.И.Т.                       | Agents of S.H.I.E.L.D.            | Альфонсо «Мак» Маккензі | 109 епізодів                   |
| 2014      | Очевидне                            | Transparent                       | Дерек                   | 1 епізод                       |
| 2014      | Закон і порядок: Спеціальний корпус | Law & Order: Special Victims Unit | Шакір «Акула» Уілкінс   | 1 епізод                       |